# Vidrga
Vidrga – wieś w Słowenii, w gminie Zagorje ob Savi. W 2018 roku liczyła 113 mieszkańców.